# بخش‌های دپارتمان با-رن
بخش‌های دپارتمان با-رن (انگلیسی: Arrondissements of the Bas-Rhin department) شامل ۵ بخش به شرح زیر است:
1. بخش اگونو-ویسامبورگ با ۱۴۲ کمون (فرانسه) و جمعیت ۲۳۹ هزار نفر در سال ۲۰۱۳ می‌باشد.
2. بخش مولزیم با ۷۷ کمون (فرانسه) و جمعیت ۱۰۲ هزار نفر در سال ۲۰۱۳ می‌باشد.
3. بخش سورن با ۱۶۴ کمون (فرانسه) و جمعیت ۱۲۹ هزار نفر در سال ۲۰۱۳ می‌باشد.
4. بخش سلست-ارستن با ۱۰۱ کمون (فرانسه) و جمعیت ۱۵۴ هزار نفر در سال ۲۰۱۳ می‌باشد.
5. بخش استرسبورگ با ۳۳ کمون (فرانسه) و جمعیت ۴۸۲ هزار نفر در سال ۲۰۱۳ می‌باشد.